# Piedra Parada, Michoacán de Ocampo
Piedra Parada är en ort i Mexiko.   Den ligger i kommunen Hidalgo och delstaten Michoacán de Ocampo, i den södra delen av landet, 160 km väster om huvudstaden Mexico City. Piedra Parada ligger 2 623 meter över havet och antalet invånare är 136.
Terrängen runt Piedra Parada är kuperad. Runt Piedra Parada är det ganska tätbefolkat, med 90 invånare per kvadratkilometer. Närmaste större samhälle är San Bartolo Cuitareo, 14,7 km nordost om Piedra Parada. I omgivningarna runt Piedra Parada växer i huvudsak blandskog.